# Pokrajina Olbia - Tempio
Pokrajina Olbia - Tempio (italijansko Provincia di Olbia-Tempio [provìnča di òlbja tèmpjo], v sardinščini Provintzia de Terranoa-Tempiu [provìncja de teranòa tèmpju]; gallurese pruìncia di Tarranoa-Tèmpiu), je bila ena od osmih italijanskih pokrajin, ki sestavljajo italijansko deželo Sardinija. Zavzema tudi Magdalensko otočje, Otočje Mortorio in Otočje Tavolare. Meji na severu na Sardinsko morje, na vzhodu na Tirensko morje, na jugu s pokrajino Nuoro in na zahodu s pokrajino Sassari.
Imela je dve prestolnici, Olbia (58.723 prebivalcev) in Tempio Pausania (14.342 prebivalcev). Leta 2015 je imela pokrajina skupno 159.950 prebivalcev in je pokrivala površino 3406,18 kvadratnih kilometrov, tako da je imela gostota prebivalstva 46,96 prebivalcev na kvadratni kilometer. Pokrajina je obsegala 26 občin (comune).
Nekdanja pokrajina Olbia-Tempio je bila ustanovljena z regionalnim zakonom iz leta 2001, ki je začel veljati leta 2005. Vsebovala je del zgodovinske Gallure in mejila na pokrajini Nuoro in Sassari.
6. maja 2012 so na Sardiniji potekali regionalni referendumi o ukinitvi nekaterih pokrajin in številnih drugih zadevah. Predlog reforme ali ukinitve nekaterih provinc na Sardiniji je regionalni svet Sardinije odobril 24. maja 2012. Zaradi tega je bilo nekdanji pokrajini Olbia-Tempio 1. marca 2013 odrejeno ustanovitev novega upravnega organa ali ukinitev, vendar je bil ta rok za ustavne spremembe podaljšan do 1. julija 2013. Olbia-Tempio je bila z deželnim odlokom iz leta 2016 ukinjena kot pokrajina.

## Večje občine
Glavni mesti sta Olbia in Tempio Pausania, ostale večje občine so (podatki 31.12.2008):
| Občina                  | Prebivalcev |
| ----------------------- | ----------- |
| Olbia                   | 54.095      |
| Tempio Pausania         | 14.239      |
| Arzachena               | 12.863      |
| La Maddalena            | 11.674      |
| Santa Teresa di Gallura | 5176        |

## Naravne zanimivosti
Osrednji del pokrajine se imenuje Gallura in je gorato področje granitnega sestava. Na jugu sega do gorovja Limbara, ki loči ta del otoka od ostalih pokrajin tudi v geološkem smislu, saj je Gallura povsem enaka bližnji Korziki. Tudi izkopanine pričajo, da je bilo tod naseljeno samostojno ljudstvo, ki je imelo stike s Korziko in ne z notranjostjo. Neprijazna geološka podoba površja je celo pripomogla, da se je tod razvila 'zamrznjena kultura', kot izvedenci imenujejo kulture, ki so ostale nespremenjene dolgo časa, v tem primeru od 3. tisočletja pr. n. št. do polovice 1. tisočletje našega štetja.
Glavni zavarovani področji v pokrajini sta:
- Krajinski park Limbara (Parco del Limbara)
- Morski rezervat Tavolara - Punta Coda Cavallo (Area naturale marina protetta Tavolara - Punta Coda Cavallo)

## Zgodovinske zanimivosti
Proti koncu 18. stoletja je iz Genove priplula na ribiškem čolnu družina Bertoleoni, ki se je naselila na otoku Tavolari. Ko je kralj Karel Albert Savojski nekoč obiskal otok, se mu je Bertoleoni predstavil kot 'kralj otoka', kar je Karel Albert prezrl. Nasprotno tega ni prezrla njegova žena Viktorija, ki je malo kraljevino uradno priznala. Ko je v začetku 19. stoletja Kraljevina Italija hotela priključiti otok državi, tega ni mogla storiti, ker je bil uradno otok Tavolara suverena kraljevina, ki jo je bila medtem priznala celo vlada Združenega Kraljestva. Leta 1886 je mala kraljevina postala republika. Danes je ozemlje del Italijanske republike. Sin zadnjega kralja je italijanski državljan, lastnik restavracije z imenom Pri kralju Tavolare.